# Реализъм
Вижте пояснителната страница за други значения на Реализъм.
Реализмът е направление в изкуството, характеризиращо се с обективно отразяване на социалната, психологическа, икономическа и политическа действителност. Отсъстват добавените допълнително или умишлено пропуснатите елементи. Терминът се заражда през XIX век и се използва за творбите на Гюстав Курбе и група художници, които отхвърлят идеализацията, а се фокусират върху всекидневния живот.
По-конкретно реализмът е артистично движение, започнало във Франция през 30-те години на XIX век, след Революцията от 1848 г. Реалистите отхвърлят Романтизма, който е доминиращ във френското изкуство от края на XVIII век. Те въстават срещу екзотичните теми и преувеличената емоционалност и драма. Вместо тях, те се опитват честно и точно да представят истински и типични свои съвременници и ситуации, без да избягват неприятните и мръсни аспекти на живота. Реалистичните творби изобразяват хора от всички класи в ситуации от обикновения живот, често отразяващи промените, предизвикани от Индустриалната революция. Популярността на тези реалистични творби нараства с въвеждането на фотографията – нов визуален източник, който подтиква желанието на хората да създадат изображение, което изглежда „обективно реално“.
В по-общ план реалистичните творби са тези, които разкриват истината, като може да наблягат на грозното и низкото, като например Социалният реализъм, Регионализмът и Кухненският реализъм. Движението оказва определено въздействие дори върху операта, където е наречено Веризъм и се характеризира с героини от работническата класа, като например Кармен от едноименната опера и Мими от „Бохеми“.

### Видове
- Социалистически реализъм – показва грозните страни на живота, но ги съчетава с положителни примери.
- Социален реализъм – представя обективна картина на обществото със засилен интерес към неговите слабости.
- Натурализъм – представя най-грозните страни на живота.

### Представители

#### Франция
- Стендал – „Червено и черно“, „Пармският манастир“
- Балзак – „Човешка комедия“, „Дядо Горио“, „Братовчедката Бет“, „Йожени Гранде“
- Гюстав Флобер – „Мадам Бовари“
- Ги дьо Мопасан – „Бел Ами“, „Разкази“
- Емил Зола - "Вертеп", "Нана", "Дамско щастие", "Земя" и пр. Почти цялата поредица за Ругон-Макарови.

#### Англия
- Чарлз Дикенс – „Дейвид Копърфийлд“
- Джейн Остин – „Гордост и предразсъдъци“
- Емили Бронте – „Брулени хълмове“

#### Германия
- Томас Ман – „Вълшебната планина“, „Доктор Фаустус“
- Ерих Мария Ремарк – „Триумфалната арка“

#### Русия
- Лев Толстой – „Ана Каренина“, „Война и мир“
- Фьодор Достоевски – „Престъпление и наказание“
- Николай Гогол – „Мъртви души“
- Пьотр Гурски – „Повести“
- Антон Чехов – „Баба Славуна“

#### България
- Иван Вазов
- Алеко Константинов
- Елин Пелин
- Йордан Йовков
- Никола Вапцаров
- Димитър Димов
- Димитър Талев
- Виктор Пасков

## Живопис
Реализмът като стил или движение в изкуството трябва да се разграничава от реализма като термин, описващ изключително точно и детайлно представяне в изкуството на сцени и обекти. Той съжелявам изтрий го не беше нарочно 
Като цяло реалистите изобразяват ежеднев
Като течение в изкуството, Реализмът е реакция срещу неестествеността на Романтизма. Разпространява се из цяла Европа и е влиятелно до края на века, а дори и след това, но ставайки водещо, течението губи обикновения си характер и се размива като артистичен стил. След идването на Импресионизма и следващите движения, които омаловажават значението на точната работа с четката, често за Реализма се говори само като за по-традиционно и по-сковано рисуване. Използва се и за различни по-късни движения, някои от които включват внимателно илюзионистично представяне, като например Фотореализма, а други представят „реалистичен“ обект в социалното му значение или съчетават двете.

### Реалистично движение
Реалистичното движение води началото си от средата на XIX век като реакция на Романтизма и историческата живопис. С цел представяне на „истинския“ живот, реалистите използват за свои теми обикновени работници и обикновени хора в ежедневна обстановка, заети с реални дейности. Главни негови представители са Гюстав Курбе, Жан-Франсоа Миле, Оноре Домие и Жан-Батист Камий Коро. Според Рос Финочино от Музей на изкуството „Метрополитън“, реалистите използват неразкрасени детайли, изобразяващи съществуването на обикновения съвременен живот, като съвпадат със съвременната натуралистична литература на Емил Зола, Оноре дьо Балзак и Гюстав Флобер.
- „Трошачи на камъни“ (1849), Гюстав Курбе
- „След вечеря в Орнан“ (1849), Гюстав Курбе
- „Сеяч“ (1850), Жан-Франсоа Миле
- „Четящо младо момиче“ (1868), Жан-Батист Камий Коро
- „Закуска в ателието“ (1868), Едуар Мане, Новата пинакотека, Мюнхен, Германия
- „Норманска доячка в Гревил“ (1871), Жан-Франсоа Миле
- „Вагон Трета класа“ (1862 – 1864), Оноре Домие
- „Краят на работния ден“ (1886 – 1887), Жул Бретон

Френското реалистично движение има свои еквиваленти във всички западни държави, които се развиват скоро след появата му. В Русия Передвижниците, създадени през 60-те години и организиращи изложби от 1871 г., включват много реалисти, като например Иля Репин и имат огромно влияние върху руското изкуство. В Британия, художници като Хуберт фон Херкомер и Люк Филдс имат голям успех с реалистичните си платна, посветени на социални проблеми.
- „Шегобийци. Гостиный двор в Москва“ (1865), Иларион Прянишников
- „Човеколюбци“ (1874), Владимир Маковски
- „Религиозна процесия в Курск“ (1880 – 83), Иля Репин, 1880 – 83
- „Трудни времена“ (1885), Хуберт фон Херкомер

### Илюзионистичен реализъм
Развитието на все по-точното представяне на обектите има дълга история в изкуството. Тя включва елементи като точното изобразяване на анатомията на хора и животни, на перспективата и ефектите, породени от разстоянието и детайлните ефекти на светлината и цвета. Изкуството на Късния палеолит в Европа постига удивително точни изображения на животни, а древноегипетското изкуство развива обичаи, включващи както стилизация, така и идеализация, които позволяват изключително ефектното изобразяване да бъде пресъздавано широко и постоянно. Древногръцкото изкуство, по общо мнение, прави огромен напредък в изобразяването на анатомията и остава и до днес основен модел за това. Не са оцелели оригинални творби на панели или стени от древногръцки художници, но от литературни източници и от оцелелите производни творби (предимно гръко-римски мозайки) е видно, че илюзионизмът е високо ценен в живописта. Известната история на Плиний Стари за птиците изкълвали гроздето, нарисувана от Зевксис през V век пр. Хр., може да е легенда, но е показателна за аспирациите на гръцката живопис. Що се отнася до точност във формата, светлината и цвета, римските картини показват ненаучен, но ефективен метод за представяне на обектите на далечно разстояние по-малки, отколкото тези на близко и в представяне на правилни геометрични форми като покриви и стени на стаи в перспектива. Този напредък в илюзионистичните ефекти представлява отдалечаване от идеализма; статуите на гръцки божества и герои се стремят да представят точно идеализирани и красиви форми, въпреки че други творби, като главите на известния с грозотата си Сократ, си позволяват да не се съобразяват с естетичните идеали. Римските скулптурни портрети, когато не са под прекалено силното гръцко влияние, показват повече желание да бъде пресъздаден истинският вид на обекта.
Изкуството на Късната античност е известно с отхвърлянето на илюзионизма. Тази промяна вече е утвърдена, когато Християнството започва да влияе върху изкуството. На запад класически илюзионистични стандарти не се достигат до късното Средновековие или дори до ранния Ренесанс, като за това са подпомогнати от развитието на нови техники в маслената живопис, които правят възможно точното и прецизно изобразяване на светлинни ефекти с много малки четчици и няколко слоя боя и гланц. Научните методи за представяне на перспективата се развиват в Италия и постепенно се разпространяват из цяла Европа, а точността в анатомията се преоткрива под влияние на класическото изкуство. Както в антични времена, идеализмът остава норма.
Точното представяне на пейзажа в живописта се развива по времето на ранната нидерландска и ренесансовата живопис и се издига на много високо ниво по време на нидерландския Златен век в изобразителното изкуство, когато се развиват изключително фини техники за изобразяване на различни атмосферни условия и състояния на естествената светлина. Друг напредък ранната нидерландска живопис постига в портрета, където около 1600 г., може да се забележи голямото сходство между живописта и скулптурата, въпреки че обектите често са идеализирани или са в неестествени пози. Натюрмортът и неговите елементи в други творби изиграва важна роля в развитието на илюзионистичната живопис, въпреки че в нидерландската традиция на рисуване на цветя дълго време липсва реализъм.

### Реализъм и натурализъм при представянето на ежедневни теми
Изобразяването на ежедневни теми в изкуството също има дълга история, въпреки че често темата е била „изтиквана“ в края на композицията или е показана в по-малък мащаб. Отчасти причината за това е, че изкуството е скъпо и обикновено се поръчва за специфични религиозни, политически или лични цели, което оставя сравнително малко място, което да бъде посветено на подобни сцени. Рисунките в краищата на илюстрираните ръкописи понякога съдържат малки сцени от ежедневието, а развитието на перспективата позволява създаването на голям фон в много от сцените, в който може да се включат малки фигури, заети с делнични занимания. Средновековното и ранното ренесансово изкуство по принцип представят не-верски фигури в съвременно облекло, тъй че не се налага никакво пренастройване, дори и в религиозните и историческите сцени от древността.
Ранната нидерландска живопис започва да включва в портретите („Портрет на Джовани Арнолфини и съпругата му“ от Ян ван Ейк) и все по-често в религиозните сцени (олтарът в Мероде) изключително детайлни изображения на интериор от средната класа, пълен с превъзходно изпълнени предмети. Въпреки това тези предмети са там основно, защото носят сложно символично значение, което премахва самостоятелния реалистичен елемент. Късносредновековният цикъл „Дейностите през годината“, от който са оцелели много примери благодарение на часословите, се фокусира върху селския труд през различните сезони. Често се използва богат фон, което го прави особено значим както за развитието на пейзажната живопис, така и за представянето на ежедневни теми в изкуството.
През XVI век започва изобразяването на големи платна на сцени с работещи хора, най-вече на пазар или в кухня. В много от тях на храната се отделя също толкова важно място, колкото и на работниците. Сред изявените артисти тук са нидерландските маниеристи Питер Артсен и неговият племенник Йоахим Бейкелар и младият италианец Анибале Карачи, който има изключително земен стил, а Бартоломео Пасароти заема средно положение между двете групи. Питер Брьогел Стария е пионер в областта на големите панорамни сцени, представящи селския живот. Тези сцени са прелюдия към популярността на битовите сцени от XVII век, които се появяват из цяла Европа, благодарение на нидерландския Златен век, който заражда няколко различни под-жанра, на бамбочиантите (въпреки че са предимно от Ниските земи) в Италия и на бодегонът и въвеждането на неидеализираните селяни в историческите платна на Хосе де Рибера и Диего Веласкес в Испания. Във Франция братята Льо Нен и много фламандски художници, сред които Адриан Броувер, Давид Тениер Стария и Младия, рисуват селско, но рядко и градско население. През XVIII век малките платна на работещи хора остават популярни, като се следва предимно нидерландската традиция и винаги представят и жени.
Голяма част от произведенията, представящи обикновени хора, особено при отпечатъците на старите майстори, са комични или морализаторски, но бедността на обектите рядко е част от моралното послание. От средата на XIX век насетне това се променя и започва да се набляга на трудностите в живота на бедните. Като изключим тази тенденция, съвпадаща с миграцията от селото към града в по-голямата част от Европа, художниците продължават да рисуват бедни селяни и оставят предимно на илюстратори като Гюстав Доре да показват ужаса на градската нищета. Пренаселените улични сцени (особено парижките) стават популярни благодарение на импресионистите и свързаните с тях художници.
Средновековните илюстратори на ръкописи, често са молени да илюстрират различни технологии, но след Ренесанса подобни изображения остават само в илюстрациите на книги и в отпечатъците. С изключение на маринизма, те като цяло изчезват от изящното изкуство до началото на Индустриалната революция. Все пак този елемент се запазва в творчеството на Джоузеф Райт от Дерби и Филип Джеймс де Лутербург. Тази тема едва ли се е продавала добре и затова се наблюдава видимо отсъствие на индустриални сцени (с изключение на няколко влакови) в живописта до края на XIX век. Тогава започват поръчките на индустриалци или за институции в големите градове, често в голям мащаб, понякога с квази-героичен маниер.
Американският реализъм, движение от началото на XX век, е едно от многото модерни движения, което използва Реализма в този смисъл.
- „Селяни на маса“ (ок. 1620), Диего Веласкес
- „Интериор на таверна“ (ок. 1630), Адриан Броувер
- „Интериор на шивашко ателие“ (1653), Квирин ван Брекеленкам
- „Жени, шиещи дантелени възглавници“ (ок. 1720-те), Джакомо Черути
- „Жена чисти ряпа“ (ок. 1738), Жан-Батист-Симеон Шарден, Старата пинакотека
- „Перачката“ (1761), Жан-Батист Грьоз
- „Вдовецът“ (1876), Люк Филдс
- „Желязо и въглища“ (1855 – 1860), Уилям Бел Скот

## Театър
Постижението на Реализма в театъра е да насочи вниманието към социалните и психологическите проблеми в ежедневния живот. В драмите хората се представят като жертви на сили, по-големи от тях, а индивидите се конфронтират с все по-забързващия се свят. Тези първи драматурзи не се страхуват да представят героите си като обикновени, слаби или неспособни да се справят със затрудненията си. Този тип изкуство представя това, което виждаме с очи.

## Кино
Италианският неореализъм е движение в киното, съдържащо елементи на реализъм, който се развива в Италия след Втората световна война. Значими неореалисти са Виторио Де Сика, Лукино Висконти и Роберто Роселини.